# 채기
채기는 KBS1 대하드라마 《천추태후》에서 나왔던 강조의 아우 강신의 부관이다.

## 작중 행적
천추태후 일행이 노예수용소에 수감되지만 강신의 도움으로 천추태후 일행이 탈출할 때 강신의 칼에 찔려 죽는다.